# Zosterop de Finsch
El zosterop de Finsch (Zosterops finschii) és un ocell de la família dels zosteròpids (Zosteropidae). Habita boscos, vegetació secundària i praderies a les illes Palau (excepte l'illa d'Angaur).